# Municipio de Washington (condado de Guilford)
El municipio de Washington (en inglés: Washington Township) es un municipio ubicado en el  condado de Guilford en el estado estadounidense de Carolina del Norte. En el año 2010 tenía una población de 2.937 habitantes.

## Geografía
El municipio de Washington se encuentra ubicado en las coordenadas 36°11′16.49″N 79°34′34.09″O / 36.1879139, -79.5761361.